# (8794) Joepatterson
 (mai 2023).
Améliorez-le ou discutez des points à vérifier. 
(8794) Joepatterson est un astéroïde de la ceinture principale.

## Description
(8794) Joepatterson est un astéroïde de la ceinture principale. Il fut découvert le 6 mars 1981 à Siding Spring par Schelte J. Bus. Il présente une orbite caractérisée par un demi-grand axe de 2,26 UA, une excentricité de 0,22 et une inclinaison de 5,7° par rapport à l'écliptique.

## Compléments